# Anelhe
Anelhe es una freguesia portuguesa del concelho de Chaves, en el distrito de Vila Real con 12,49 km² de superficie y 476 habitantes (2011), distribuidos en cuatro núcleos de población (Anelhe, Rebordondo, Rebordoze y Souto-Velho). Su densidad de población es de 38,1 hab/km².
Anelhe está situada al suroeste del concelho de Chaves, a unos 20 km de su cabecera, junto a la ribera derecha del río Támega y en el límite con el concelho de Boticas.